# ブリュア分解
数学におけるブリュア分解（ぶりゅあぶんかい、英: Bruhat decomposition）G = BWB は、（行列を上半および下半三角行列の積として表す方法としての）ガウス＝ジョルダン消去法の一般化とみることのできる、群 G の胞体分割である。ブリュア分解は旗多様体のシューベルト胞体分解に関係がある（ワイル群も参照）。名称はフランソワ・ブリュアに因む。
より一般に、BN対を持つ任意の群がブリュア分解を持つ。

## 定義
- 群 G が代数閉体上の連結簡約代数群であり、
- B は G のボレル部分群で、
- W を B の極大分裂トーラスに対応する G のワイル群とする。

群 G のブリュア分解とは、ワイル群 W の元で径数付けられる、B の両側剰余類の直和としての
{\displaystyle G=BWB=\coprod _{w\in W}BwB}
なる G の分解である（ここで、W は必ずしも G の部分群となるわけではないが、それでも剰余類 wB 自体は意味を持つという点に注意）。

## 例
群 G を代数閉体に成分を持つ n-次正則行列全体の成す一般線型群 GLn とする（これは簡約代数群である）と、ワイル群 W は（置換行列を代表元として）n 文字の対称群 Sn に同型である。この場合、ボレル部分群 B として正則上半三角行列全体のなす群をとることができて、ブリュア分解は任意の正則行列 A が
U1PU2 (U1, U2 ∈ B（上半三角）かつ P は置換行列)
という積の形に分解されるという意味になる。これを逆に P = U−1
1AU−1
2 の形に書けば、これは任意の正則行列が行または列の基本変形（ただし、i > j のとき i-番目の行を別の j-番目の行に加える、i < j のとき i 番目の列を j-番目の列に加えるという操作のみ）によって置換行列に移るという意味になる。行基本変形の繰り返しが U−1
1 に対応し、列基本変形の繰り返しがU−1
2 に対応する。
行列式が 1 の n-次正則行列全体の成す特殊線型群 SLn は半単純代数群ゆえ簡約である。この場合、W はやはり対称群 Sn に同型であるが、置換行列の行列式は対応する置換の符号に一致するから、奇置換に対応する SLn の元は、対応する置換行列の非零成分の一つを 1 から −1 に取り替える必要がある。この場合のボレル部分群 B は行列式が 1 の上半三角行列全体の成す群であり、ブリュア分解の意味を GLn の場合と同様に解釈することができる。

## ブリュア分解の幾何
ブリュア分解における胞体 BwB は（その閉包が）、旗多様体の分解のシューベルト胞体に対応する。この胞体の次元はワイル群の語の長さに対応する。この胞体分解の位相はポワンカレ双対とワイル群の群環によって制限を受ける。例えば、最高次元の胞体は、一意的であり（基本類を表す）、コクセター群の最長元に対応する。

## ブリュア分解の計算
与えられた次元のブリュア分解の胞体の総数は、対応するディンキン図形の q-多項式の係数に一致する。

## 注記
1. ↑  This Week's Finds in Mathematical Physics, Week 186